# Trisetum angustum
Trisetum angustum är en gräsart som beskrevs av Jason Richard Swallen. Trisetum angustum ingår i släktet glanshavren, och familjen gräs. Inga underarter finns listade i Catalogue of Life.